# Chiesa dell'Annunziata (Trento)
La chiesa dell'Annunziata, o della Santissima Annunziata, è una chiesa cattolica situata in via Rodolfo Belenzani a Trento, capoluogo dell'omonima provincia; è sussidiaria della cattedrale di San Vigilio e fa parte dell'arcidiocesi di Trento.

## Storia

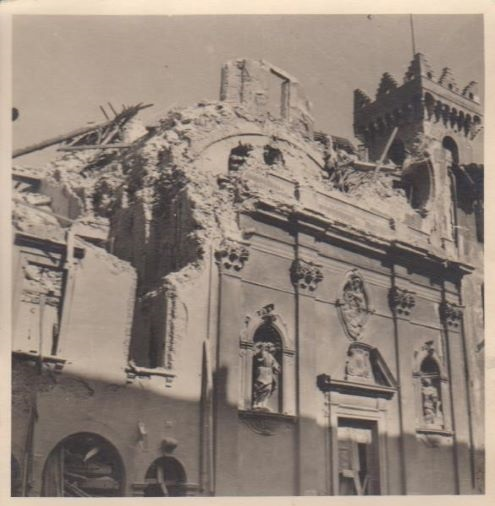
La chiesa parzialmente distrutta dai bombardamenti del 1943

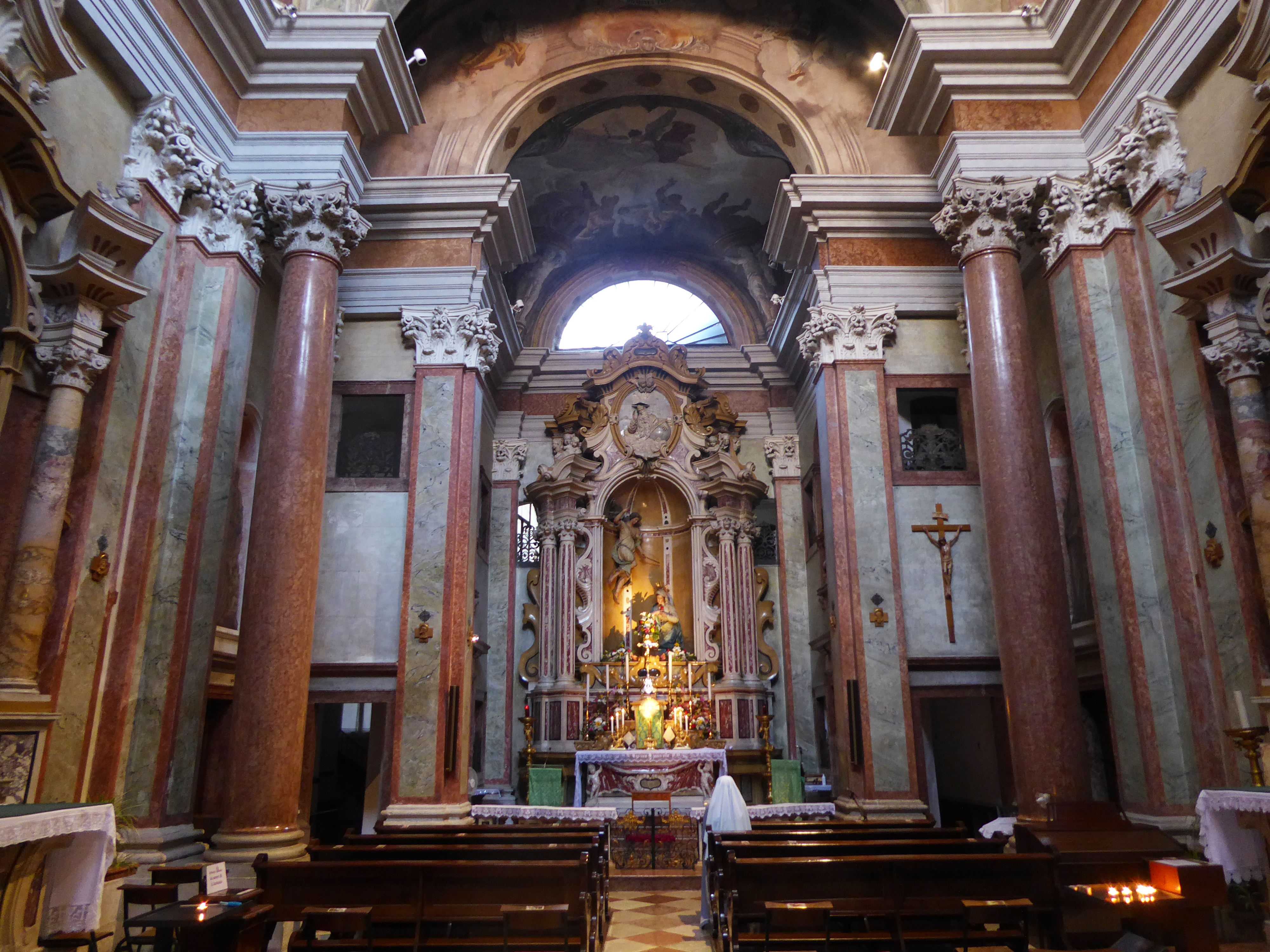
Interno

La chiesa venne costruita per la confraternita dell'Annunziata, una delle più importanti della città (la cui fondazione nel 1627 da parte di studenti trentini venne caldeggiata dai gesuiti, il cui collegio si trovava all'altro capo di via Belenzani). Progettista fu Antonio Brusinelli, e direttore dei lavori Pietro Antonio Ghisi: la prima pietra venne posata il 2 novembre 1712, e la consacrazione venne celebrata il 29 settembre 1715 dal principe vescovo di Trento Giovanni Michele Spaur. Successivo è l'impianto decorativo dell'edificio: gli affreschi furono realizzati da Francesco Fontebasso tra il marzo 1736 e il luglio 1737, e una volta terminati questi venne posato il pavimento, su disegno di Teodoro Benedetti. La chiesa venne chiusa per le soppressioni napoleoniche nel 1810, e riaprì al culto il 15 ottobre 1813; venne ristrutturata nel 1867, e nel 1927 vi fu un restauro degli affreschi.
L'edificio venne gravemente danneggiato durante la seconda guerra mondiale, quando il 13 maggio 1943 venne centrato da una bomba alleata che distrusse la cupola e parte della facciata; concluso il conflitto, tra il 1945 e il 1953 le parti perdute vennero ricostruite e l'intera chiesa venne restaurata dalla Soprintendenza ai Monumenti di Trento. Altri restauri degli affreschi sono documentati nel 1981 e nel 1996-98; intorno al 1977 è stato inoltre realizzato l'adeguamento liturgico, con l'aggiunta di arredi provvisori ed eterogenei.
Dal 1998 la chiesa è una rettoria tenuta dalle suore francescane dell'Immacolata, e vi si tiene ogni giorno l'esposizione e adorazione del Santissimo Sacramento. Vi si celebrava anche la messa in latino nei giorni festivi fino al 19 gennaio 2025, quando è stata spostata alla chiesa di San Bernardino.

## Descrizione

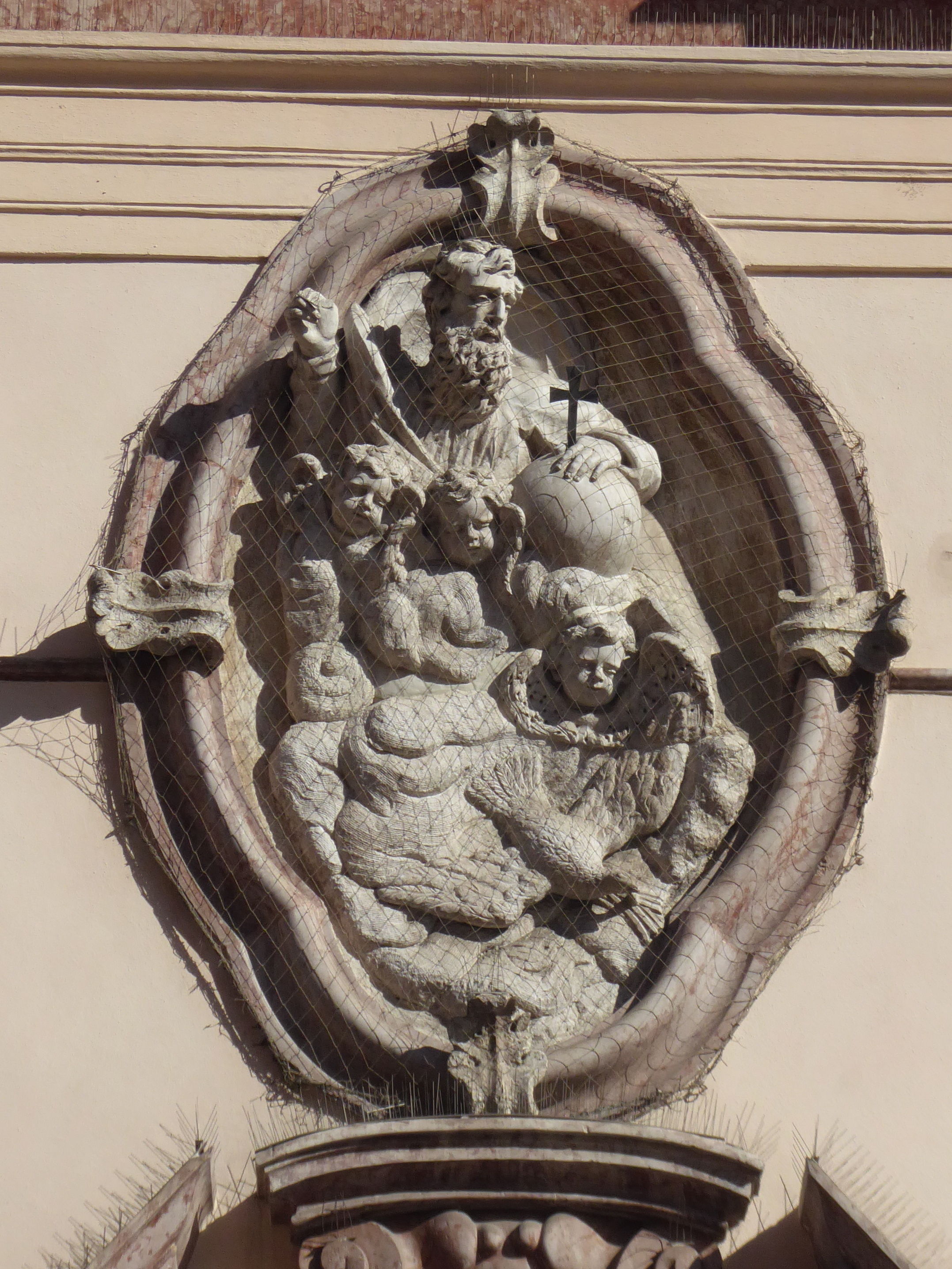
Il bassorilievo in facciata raffigurante Dio Padre, lo Spirito Santo e angeli

### Esterno
La chiesa, orientata verso est, si trova sul lato orientale di via Belenzani, nella parte più prossima a piazza Duomo; rinserrata tra gli edifici adiacenti (sulla destra c'è Casa Cazuffi), l'unico prospetto visibile è quello frontale. La facciata è divisa da un cornicione marcapiano in due ordini, ciascuno dei quali ripartito in tre da paraste composite poggianti su plinti gradinati: al centro nella metà inferiore si apre il portale d'accesso, sormontato da frontone e da un medaglione con bassorilievo raffigurante Dio Padre e lo Spirito Santo con alcuni angeli; ai lati vi sono due nicchie con le statue dell'Annunciazione (Gabriele a sinistra e la Madonna a destra). Nella metà superiore vi sono tre finestre barocche, una mistilinea al centro e due ovali ai lati. Concludono la facciata due vasi fiammati alle estremità e un frontone a lunetta, con scudo e croce apicali.
Dell'edificio è ben visibile anche la cupola estradossata ottagonale, con finestre rettangolari su ciascun lato e lanterna sulla cima; la copertura è realizzata con tegole a coda di castoro smaltate, di colore verde e giallo, mentre il resto del tetto è rivestito in lamiera.

### Interno

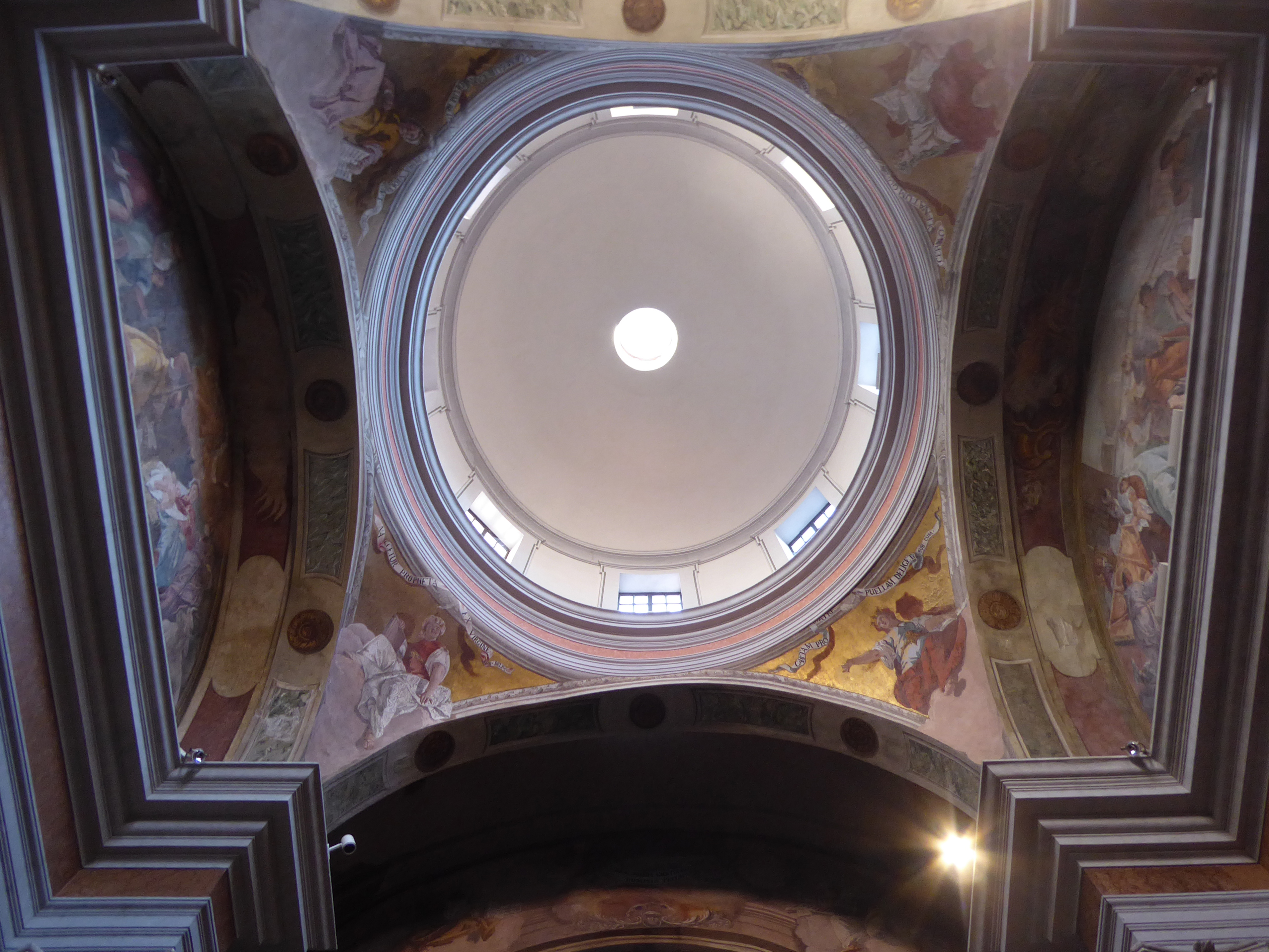
Affreschi della volta

L'interno è ad aula unica, pavimentata con quadrotte di pietra calcarea bianche e rosse disposte a scacchiera; c'è una sola navata, con ingresso e spazio finale voltati a botte, e un'area centrale più larga a pianta quadrata, delimitata da quattro colonne angolari che sostengono i pennacchi della cupola. Le pareti sono interamente rivestite in marmo e sono percorse da un cornicione plurimodanato che poggia su paraste e pilastri con capitelli corinzi.
L'arco santo introduce al presbiterio, anch'esso voltato a botte e illuminato da una finestra a lunetta sulla parete di fondo; è rialzato di un gradino e delimitato da un cancelletto fissato alle balaustre, ed è pavimentato con marmi policromi, intarsiati con immagini di cornucopie e la vista di un interno di chiesa con altare e vaso di fiori. Ai lati dell'arco santo due portali architravati immettono su corridoi da cui si accede alla sagrestia e ad alcune sale al piano superiore, che si affacciano sulla navata e sul presbiterio con loggette e finestre quadrate.
La chiesa conserva tre imponenti altari marmorei, realizzati da Cristoforo e Teodoro Benedetti, datati 1732, 1734 e 1737; il maggiore contiene un gruppo scultoreo dell'Annunciazione. La volta del presbiterio e i pennacchi e le lunette della navata sono impreziositi dagli affreschi di Francesco Fontebasso; altri ornavano anche la cupola, e sono andati distrutti con essa durante la seconda guerra mondiale.